# Soziale Ökologie
Soziale Ökologie ist eine Konzeption, die vor allem innerhalb der sozial-ökologischen Forschung verwendet wird.
Unter Berücksichtigung der Kritischen Theorie, der ökologischen Technik- und Wissenschaftskritik und des Feminismus lassen sich (nach Becker und Jahn) sozial-, kultur- und naturwissenschaftliche Erkenntnisse theoriegeleitet aufeinander beziehen. Auf diese Weise kann Soziale Ökologie als Wissenschaft von den gesellschaftlichen Naturverhältnissen begründet werden. Es handelt sich dabei um einen theoretisch und methodisch besonders anspruchsvollen Versuch einer sozial-ökologischen Forschung, der vor allem im deutschsprachigen Raum bekannt ist und auch in der Geographie als Integrationskonzept Verwendung findet.
Der Ansatz der Sozialen Ökologie ist von der Sozialökologie zu unterscheiden, die sich vor allem mit Zusammenhängen zwischen Umweltfaktoren und menschlichem Sozialverhalten befasst.

## Entstehungskontext
Durch Übertragungen von Vorstellungen und Begriffen aus der biologischen Ökologie in den sozialen Bereich haben sich verschiedene Forschungsansätze herausgebildet, bei denen es immer um die wechselseitigen Beziehungen zwischen Menschen und ihren sozialen, biologischen und physischen Umwelten geht. In den 1920er Jahren ist in den USA in der Form einer raumbezogenen Soziologie eine „Sozialökologie“ ausgearbeitet worden, die auch heute noch in der Stadtforschung und in der Humanökologie eine wichtige Rolle spielt. Aus einer Kritik an der unreflektierten Übertragung biologischer Vorstellungen auf die Gesellschaft und als wissenschaftliche Reaktion auf die ökologische Krise war in den 1980er Jahren in Deutschland – zunächst außerhalb der Universitäten und quer zum akademischen Fächerkanon – eine fachübergreifende und problemorientierte sozial-ökologische Forschung entstanden. 
In Hessen beauftragte die Landesregierung 1987 die unabhängige Forschungsgruppe Soziale Ökologie zur Erstellung eines Gutachtens zur Förderung sozial-ökologischen Forschung in Hessen. Die „Soziale Ökologie“ als Lehrgebiet wurde im Wintersemester 2008/2009 an der Goethe-Universität Frankfurt am Main im Master-Studiengang Umweltwissenschaften verankert.

## Studienmöglichkeiten
Die Universität Klagenfurt bietet an der Fakultät für interdisziplinäre Forschung und Fortbildung (IFF) ein Masterstudium in Sozial- und Humanökologie an. Dieses spezifische Studienangebot ist derzeit einzigartig in Europa. Es verbindet sozial-, kultur- und naturwissenschaftliche Forschungsansätze und vermittelt Kenntnis über sozial-ökologische Systeme aus verschiedenen fachlichen Perspektiven, wobei Geschlechter- und Verteilungsgerechtigkeit einen wählbaren Studienschwerpunkt darstellt. Im April 2021 trat die Schweizer Geografin Flurina Schneider an der Johann Wolfgang Goethe-Universität Frankfurt am Main am Fachbereich Biowissenschaften eine Professur für Soziale Ökologie an. Dies ist deutschlandweit die erste Professur mit dieser Ausrichtung. Flurina Schneider ist seit April 2021 zugleich neue wissenschaftliche Geschäftsführerin und Sprecherin der Institutsleitung des Institut für sozial-ökologische Forschung.